# Peter Macke
Peter Ernst Wilhelm Macke (* 26. November 1939 in Berlin; † 17. September 2014 in Bretten) war ein deutscher Jurist. Er war von 1993 bis 2004 Präsident des Verfassungsgerichtes des Landes Brandenburg und von 1993 bis 2004 Präsident des Brandenburgischen Oberlandesgerichtes.

## Leben
Peter Macke wurde in Berlin-Schmargendorf als Sohn einer promovierten Juristin und eines promovierten Mediziners geboren. Er studierte Rechtswissenschaften in Köln und wurde dort mit einer Arbeit über das „Rechts- und Staatsdenken des Johannes Oldendorp“ im Jahr 1966 zum Dr. promoviert.
Im Jahr 1967 trat er als Gerichtsassessor in den Justizdienst des Landes Nordrhein-Westfalen ein. Dort wurde er im Jahr 1970 zum Landgerichtsrat und 1977 zum Richter am Oberlandesgericht Düsseldorf ernannt. Zwischenzeitlich war er an das Bundesministerium der Justiz abgeordnet. Von 1981 bis 1991 war er Richter am Bundesgerichtshof. Dort initiierte er u. a. die Errichtung einer Stelle zur Erinnerung an die Opfer der NS-Justiz.
Ab 1991 leitete er den Aufbaustab des Oberlandesgerichtes im Ministerium der Justiz des Landes Brandenburg, um am Neuaufbau des Gerichtswesens mitzuarbeiten. Im September 1993 wurde er der erste Präsident des Verfassungsgerichts des Landes Brandenburg und 3 Monate später mit Wirkung vom 1. Dezember 1993 Gründungspräsident des Brandenburgischen Oberlandesgerichts in Brandenburg an der Havel. 2004 trat er in den Ruhestand.
Macke war von 1987 bis 1993 Vorsitzender des Vereins der Bundesrichter am Bundesgerichtshof, gleichzeitig von 1987 bis 1992 Vorsitzender des Vereins der Bundesrichter am Bundesgerichtshof sowie Mitglied des Bundesvorstandes des Deutschen Richterbundes. Von 1997 bis 2003 war er zum Präsident des Deutschen Verkehrsgerichtstages.

## Schriften
- Das Rechts- und Staatsdenken des Johannes Oldendorp. Köln 1966 (Diss.)
- Justizreform : Anstösse aus dem Justizaufbau in den neuen Bundesländern. Bonn 1994 ISBN 3-86077-307-0.
- Der Auftrag des Staates zur Wertevermittlung. Nomos, Baden-Baden 2007, ISBN 978-3-8329-3125-4.
- Suum cuique, jedem das Seine. Friedrich der Große zu Fragen des Rechts und der Rechtspflege. Nomos, Baden-Baden 2012, ISBN 978-3-8329-7748-1.